# Labia

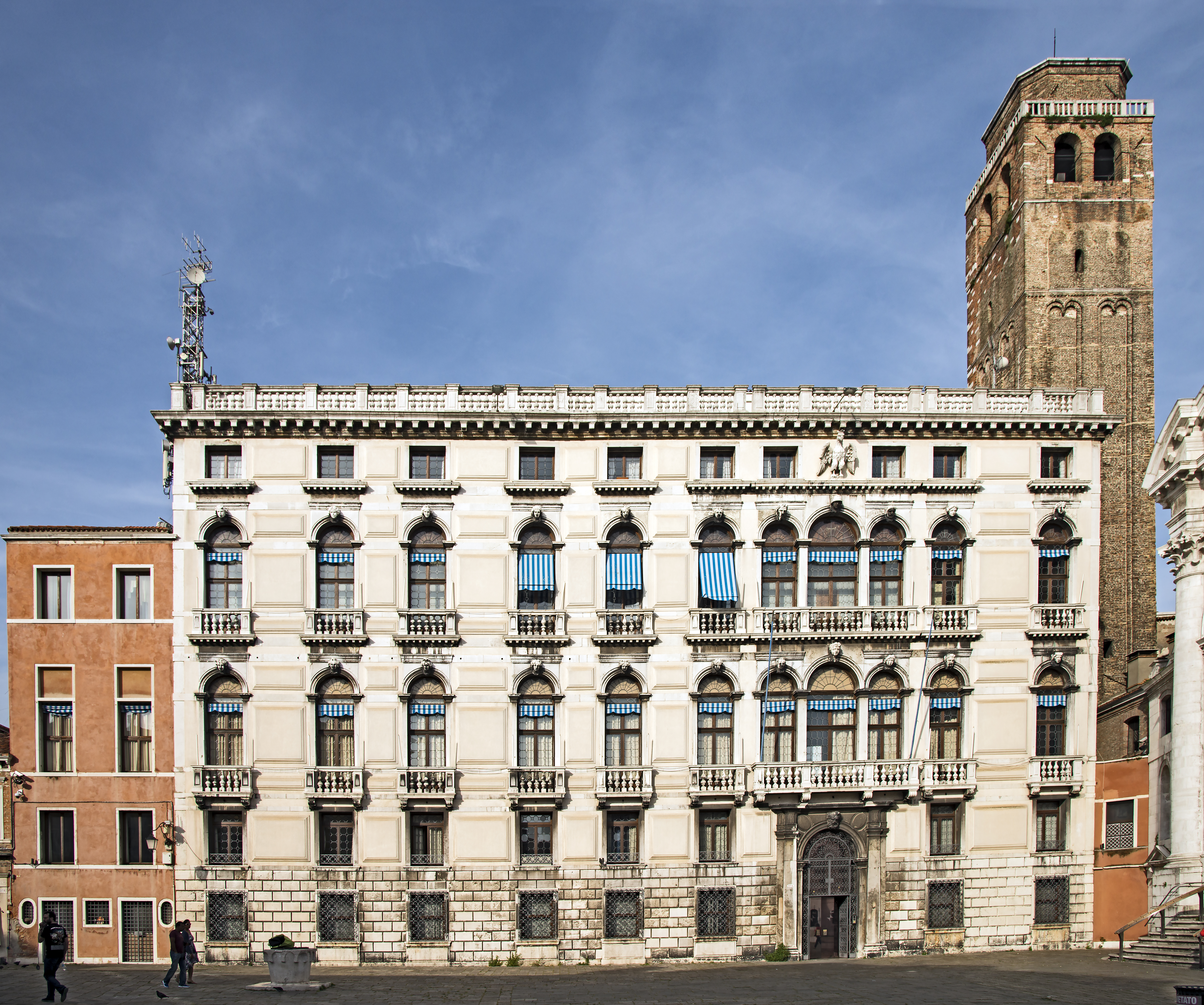
Palazzo Labia in Campo San Geremia

I Labia furono una famiglia veneziana di origine catalana trapiantatasi a Venezia e ascritta al patriziato nel 1646.

## Storia
Originari di Gerona, il primo membro noto della famiglia è Niccolò, il quale verso la metà del XV secolo si trasferì ad Avignone dove si dedicò al commercio di tessuti. Con Pietro passarono a Firenze e quindi a Venezia; qui sono attestati per la prima volta il 14 gennaio 1509, quando acquistarono alcuni immobili in campo San Geremia.
Per premiarli dei loro meriti nei confronti della Repubblica di Venezia, sotto il dogato di Andrea Gritti fu loro concessa la cittadinanza de gratia, e nel 1548 de intus e de extra.
Nel Seicento Venezia, provata dalla peste del 1630 e dai continui scontri con l'Impero ottomano, decise di aprire il patriziato anche a famiglie della borghesia dietro l'esborso di centomila ducati. I Labia furono i primi a cogliere l'occasione nella figura di Giovanni Francesco, che offrì ben trecentomila ducati, entrando conseguentemente nel Libro d'Oro il 29 luglio 1646. Negli stessi anni egli acquistò vaste proprietà tra Fratta Polesine e Villamarzana, località di cui, nel 1649, fu nominato conte (titolo confermato ai successori con decreti del 1702, 1730 e 1759).
La famiglia fu nota in particolare per il grande palazzo affacciato sul Canal Grande all'altezza di San Geremia, fatto costruire da Angelo Maria Labia e Paolo Antonio Labia su progetto di Andrea Cominelli.
In tempi più recenti si sono distinte, quali cantanti liriche, Fausta (1870 - 1935) e Maria Labia (1880 - 1953), figlie del conte Gianfrancesco, e Gianna Perea Labia (1908 - 1994), figlia di Fausta.

## Membri illustri
- Carlo Labia (1624 ca. - 1701), arcivescovo
- Pietro Labia (? - 1692), sacerdote, canonico della Cattedrale di Padova
- Angelo Maria Labia (1709 - 1775), poeta
- Fausta Labia (1870 - 1935), cantante lirica
- Maria Labia (1880 - 1953), cantante lirica

## Luoghi e architetture
- Palazzo Labia, a Cannaregio;
- Palazzo Labia, a Postioma;
- Villa Labia, a Fratta Polesine;
- Villa Labia, ora Carlesso, a Postioma;
- Villa Labia Tommasini, a Veggiano;
- Villa Labia, a Cologna Veneta.